# Momir Petković
Momir Petković (ur. 21 lipca 1953 w Suboticy) – zapaśnik, w barwach Jugosławii złoty medalista olimpijski z Montrealu.
Walczył w stylu klasycznym, w kategorii średniej (do 82 kilogramów). Zawody w 1976 były jego debiutanckimi igrzyskami olimpijskimi, brał udział również w IO 84, gdzie zajął czwarte miejsce. Był srebrnym (1978, 1979, 1981) i brązowym (1977) medalistą mistrzostw świata. Na igrzyskach śródziemnomorskich triumfował w 1975 i 1979.